# Sand (Schotland)
Sand (Schots-Gaelisch: Sannda) is een dorp op de noordelijke oever van Gruinard Bay en ten westen van Laide in de Schotse lieutenancy Ross and Cromarty in het raadsgebied Highland.